# Ozera, Brusîliv
Ozera (în ucraineană Озера) este localitatea de reședință a comunei Ozera din raionul Brusîliv, regiunea Jîtomîr, Ucraina.

## Demografie
Componența lingvistică a localității Ozera
     Ucraineană (99%)
     Alte limbi (1%)
Conform recensământului din 2001, majoritatea populației localității Ozera era vorbitoare de ucraineană (99%), existând în minoritate și vorbitori de alte limbi.